# Кулеши (Вілейський район, Куренецька сільська рада)
Кулеши (біл. вёска Кулеши) — село в складі Вілейського району Мінської області, Білорусь. Село підпорядковане Куранецькій сільській раді, розташоване в північній частині області.